# Хиндустанци
Хиндустанци је обједињени назив етничких група Индије које се служе хинди језиком, односно назив за становнике историјске области Хиндустан. У оквиру њих су етничке групе Кхари-Боли, Хариани или Бангару, Браџ, Канауџи, Бундели или Бунделикханди, Авадхи, Багхели, Чхатистархи и друге. Већином су хиндуисти , а  језик хинди којим говоре спада у индоаријску групу индоевропске породице језика. Укупно их има око 276.382.000 од чега 275.417.000 у Индији. 